# 伊岐須站
伊岐須站（日语：／ Ikisu eki */?）是位於福岡縣飯塚市橫田，日本國有鐵道（國鐵）幸袋線的鐵路車站（廢站）。

## 歷史
- 1899年（明治32年）12月26日：九州鐵道開設此站[1]。
- 1907年（明治40年）7月1日：九州鐵道被國有化（日语：鉄道国有法）[1]。
- 1969年（昭和44年）12月8日：隨著貨物支線廢線，此站也被廢除[1]。

## 相鄰車站
日本國有鐵道（國鐵）
幸袋線（貨物支線）
幸袋－（川津信號場）－伊岐須

## 注腳
1. 1 2 3 4 5  石野哲 (编). . JTB. 1998: 799-800. ISBN 978-4-533-02980-6 （日语）.

## 相關項目
- 日本鐵路車站列表 I